# Szilágyi Katalin (kézilabdázó)
Szilágyi Katalin (Nyíregyháza, 1965. november 16. –) olimpiai bronz- és világbajnoki ezüstérmes magyar kézilabdázó.

## Pályafutása
Szilágyi Katalin 1980 és 1991 között a Debreceni VSC kézilabdázója volt, mellyel 1987-ben magyar bajnokságot nyert, valamint megválasztották az év női kézilabdázójának is. A Debreceni VSC után Hollandiába szerződött és itt is fejezte be profi pályafutását. A magyar válogatottban 179 mérkőzésen szerepelt, tagja volt az 1995-ös vb-ezüstérmes és az atlantai olimpián bronzérmes magyar csapatnak.

## Sikerei

### Klubcsapatban
- Magyar bajnokság bajnok: 1987

### Válogatottban
- Olimpia:
  - bronzérmes: 1996
- Kézilabda-világbajnokság:
  - ezüstérmes: 1995